# کریستوفر آر. هیل
الگو:Infobox us ambassador

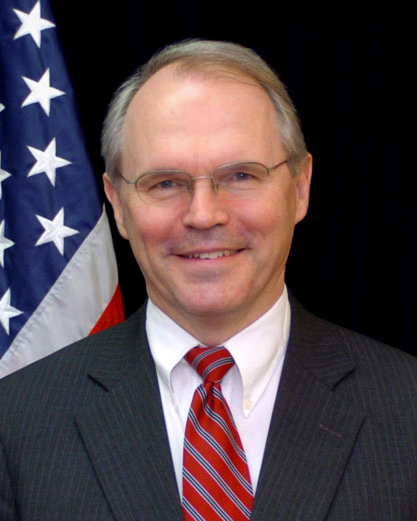
کریستوفر آر هیل

کریستوفر آر. هیل (انگلیسی: Christopher R. Hill؛ زادهٔ ۱۹۵۲) یک دیپلمات آمریکایی است.